# 笠間達雄
笠間 達雄（かさま たつお、1950年3月22日 - ）は、日本の実業家。リズム時計工業株式会社（現・リズム株式会社）元代表取締役社長。

## 人物・経歴
1950年3月22日生まれ。神奈川県出身。1973年、立教大学経済学部卒業。同年、リズム時計工業株式会社（現・リズム株式会社）入社。
1997年5月、当社管理本部経理部長、1998年11月、RHYTHM INDUSTRIAL(H. K. )LTD. 取締役、2003年6月、東北リズム株式会社常務取締役に就任。
2005年4月、リズム時計工業株式会社企画総務部長、2007年6月、同社取締役、同年12月、当社内部監査室長、管理本部長兼システム部長を歴任。
2009年5月、同社管理本部長兼経理部長、コンプライアンス推進室、内部監査室担当、同年6月、常務取締役に就任。2011年4月、管理本部、コンプライアンス推進室、内部監査室担当を兼務。
2011年6月、同社代表取締役社長に就任。